# Dialodia
Dialodia  (лат.) — род прыгающих насекомых из семейства цикадок (Cicadellidae). Южная Америка. Длина 6-9 мм (самки крупнее). Скутеллюм крупный, его длина равна длине пронотума. Голова маленькая, отчётливо уже пронотума; лоб широкий и короткий. Глаза мелкие полушаровидные; оцеллии относительно крупные. Клипеус длинный и широкий. Эдеагус асимметричный, длинный, с 1-2 субапикальными шипиками. Сходны по габитусу с Daridna, отличаясь деталями строения гениталий. Род включают в состав подсемейства Coelidiinae. Первоначально таксон был описан под именем Lodia Nielson, 1982, которое оказалось преоккупировано и поэтому заменено на Dialodia Nielson, 1982.
- Dialodia aviculobata Nielson, 2011 — Колумбия
- Dialodia bilongata Nielson, 2011 — Колумбия
- Dialodia bispinata Nielson, 2011 — Колумбия
- Dialodia brevilobata Nielson, 2011 — Колумбия
- Dialodia brevisetacea Nielson, 2011 — Колумбия
- Dialodia glabrosa (Nielson, 1982) — Эквадор typus
  - = Lodia glabrosa Nielson, 1982
- Dialodia longilobata Nielson, 2011 — Колумбия
- Dialodia negans (Nielson, 1982) — Эквадор
  - = Lodia negans Nielson, 1982
- Dialodia pectinata (Nielson, 1982) — Перу, Эквадор
  - = Lodia pectinata Nielson, 1982
- Dialodia proxima (Nielson, 1982) — Перу
  - = Lodia proxima Nielson, 1982